# Ludwig Wilhelm von Gans
Ludwig Wilhelm von Gans (* 6. August 1869 in Frankfurt am Main; † 1946 in Kopenhagen) war ein deutscher Chemiker und Industrieller aus der Familie Gans und wurde aufgrund seiner jüdischen Herkunft Opfer des Nationalsozialismus.

## Familie
Ludwig Wilhelm von Gans wurde als jüngster Sohn des Großindustriellen Friedrich Ludwig von Gans und seiner Ehefrau Auguste Ettling (1839–1909) geboren. Friedrich Ludwig Gans wurde 1912 als Fritz von Gans in den erblichen Adelsstand erhoben. Ludwig Wilhelm war der Enkel des Cassella-Mitgründers Ludwig Aaron Gans. Er war der jüngste von drei Kindern. Er war mit Elisabeth, geborene Keller, verheiratet.  Ihr Vater Charles Keller war ein berühmter Landschaftsgestalter. Er studierte in Kew Gardens (England) und entwarf in der Folge Gärten, Parks und Anlagen in England und Monaco. In Monte Carlo wurde auch Elisabeth Keller geboren.
Aus der Ehe gingen die Kinder Herbert, Armin, Marguerite und Gertrude hervor. Seine Schwester Adele (1863–1932) lebte später mit ihrem zweiten Ehemann in London, sein älterer Bruder Paul von Gans (1866–1915) starb schon relativ früh. Ludwig Wilhelm Gans konvertierte wie seine ganze Familie in den 1880er-Jahren vom Judentum zum Protestantismus.
Die älteste Tochter Marguerite von Gans (1902–1979) heiratete 1922 den vermögenden Breslauer Bankier Ernst-Heinrich Heimann (1896–1957), Sohn des Bankiers Georg Heimann. Das Paar wurde in den Zwanzigerjahren geschieden. Marguerite von Gans kehrte nach Frankfurt am Main zurück. Ernst-Heinrich Heimann schickte seine Töchter Monika und Erika nach Kriegsbeginn nach Frankfurt am Main und blieb noch während des Krieges in Breslau, um die Bank aufrecht zu halten. Mit einem seiner Mandate im AR der Junghans und als Konsul von Ungarn konnte er Breslau verlassen und lebte bis zu seinem Tod in Venedig.

## Leben und Werk
Ludwig Wilhelm von Gans studierte Chemie und arbeitete nach dem Studium im väterlichen Unternehmen. Später gründete er 1897 sein eigenes Chemieunternehmen, die Firma Pharma-Gans, und die SIRIS-Gesellschaft m.b.H. (Fleischextraktfabrik) mit Sitz in Frankfurt in der Gutleutstrasse. Die Chemiefirma zog 1912 nach Oberursel um, wo er 1911 zusätzlich das „Pharmazeutische Institut L. W. Gans“ am Zimmersmühlenweg errichten ließ. Die Firma war erfolgreich und stellte unter anderem Seren für Impfstoffe und Insulin her. Als Folge eines verlorenen Patentstreits mit den Cassella-Werken und der Weltwirtschaftskrise musste das Chemieunternehmen jedoch 1931 Konkurs anmelden.
1910 zog Ludwig Wilhelm von Gans mit seiner Familie nach Oberursel, wo er sich vom bekannten Architekten Otto Bäppler die später auch als Villa Ganz bezeichnete Villa Kestenhöhe errichten ließ. Das Grundstück wurde ihm von seinem Schwiegervater übereignet. Die Villa wurde im Tudorstil eines englischen Landhauses errichtet. Das Anwesen umfasste auch Stallgebäude, Gewächshaus, Gesindehaus, Reithalle sowie Pförtner- und Jägerhaus. Die Villa selbst war über 30 Meter lang und 21 Meter tief. Der umliegende Park umfasste ca. 10 ha einschließlich eines groß angelegten Esskastanienhains. Nach 18 Jahren zog die Familie Gans 1928 von Oberursel zurück nach Frankfurt in den Kettenhofweg 125 und 1936 in die Waldfriedstraße. Die Villa Gans und der zugehörige Park wurden später von der Deutschen Bank übernommen. Nach dem 2. Weltkrieg wurde die Villa zunächst als Haus der Gewerkschaftsjugend und dann als Hotel genutzt.

## Engagement
Wie sein Vater legte auch Ludwig Wilhelm von Gans Wert auf soziale Leistungen für seine Mitarbeiter. So erhielten seine Mitarbeiter ab 1912 eine Gewinnbeteiligung. Von 1913 bis 1919 war er Mitglied der Stadtverordnetenversammlung Oberursels. Als Mitglied der evangelischen Christuskirchengemeinde Oberursels erwies er sich als Spender.

## Zeit des Nationalsozialismus
Auch wenn er seit mehr als 50 Jahren Christ war, galt er im Sinne der nationalsozialistischen Rassenideologie als Jude. 1938 musste er daher in die Schweiz emigrieren. Bei einem Besuch eines Bekannten in Dänemark wurde er im April 1940 nach der Besetzung des Landes verhaftet. So konnte er nicht im Rahmen der Rettung der dänischen Juden nach Schweden flüchten und wurde am 6. Oktober 1943 im Alter von 74 Jahren in das Ghetto Theresienstadt verbracht. In Theresienstadt wurden auch sein Vetter Arthur von Weinberg und seine Cousine Emma Bonn festgehalten.
Ludwig Wilhelm von Gans überlebte die Zeit in Theresienstadt, war nach der Befreiung jedoch halb verhungert und durch die Haftbedingungen geistig verwirrt. Nach der Befreiung wurde er nach Schweden und dann nach Dänemark gebracht. 1946 starb Ludwig von Gans durch Suizid.
Im Bereich der Waldfriedstraße 17 im Frankfurter Stadtteil Niederrad erinnert ein Stolperstein and Ludwig-Wilhelm von Gans.